# Pony (album)
Pony è il terzo album in studio del musicista inglese Rex Orange County, pubblicato il 25 ottobre 2019 da RCA Records.

## Tracce
1. 10/10 – 2:26
2. Always – 3:17
3. Laser Lights – 2:11
4. Face to Face – 3:39
5. Stressed Out – 1:46
6. Never Had the Balls – 3:56
7. Pluto Projector – 4:27
8. Every Way – 2:13
9. It Gets Better – 3:32
10. It's Not the Same Anymore – 6:26

## Classifiche
| Classifica (2019-2020) | Posizione massima |
| ---------------------- | ----------------- |
| Regno Unito            | 5                 |
| Stati Uniti            | 3                 |